# 酪梨吐司

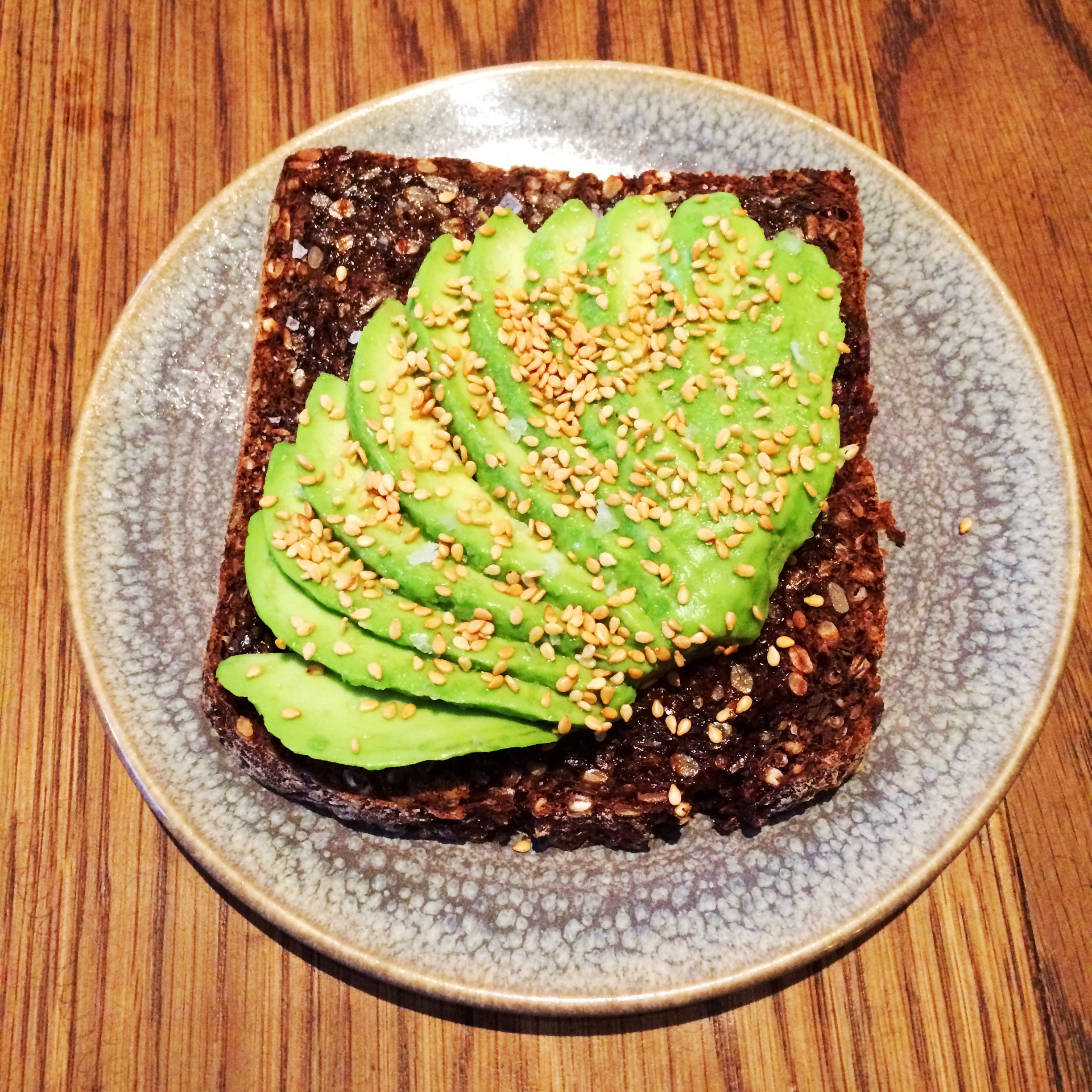
酪梨吐司

酪梨吐司是一種用酪梨泥、鹽、胡椒和柑橘汁做成的開放三明治或吐司。 可以添加橄欖油、鷹嘴豆泥、紅辣椒碎、羊乳酪、dukkah香料、番茄和其它各種配料。

## 起源

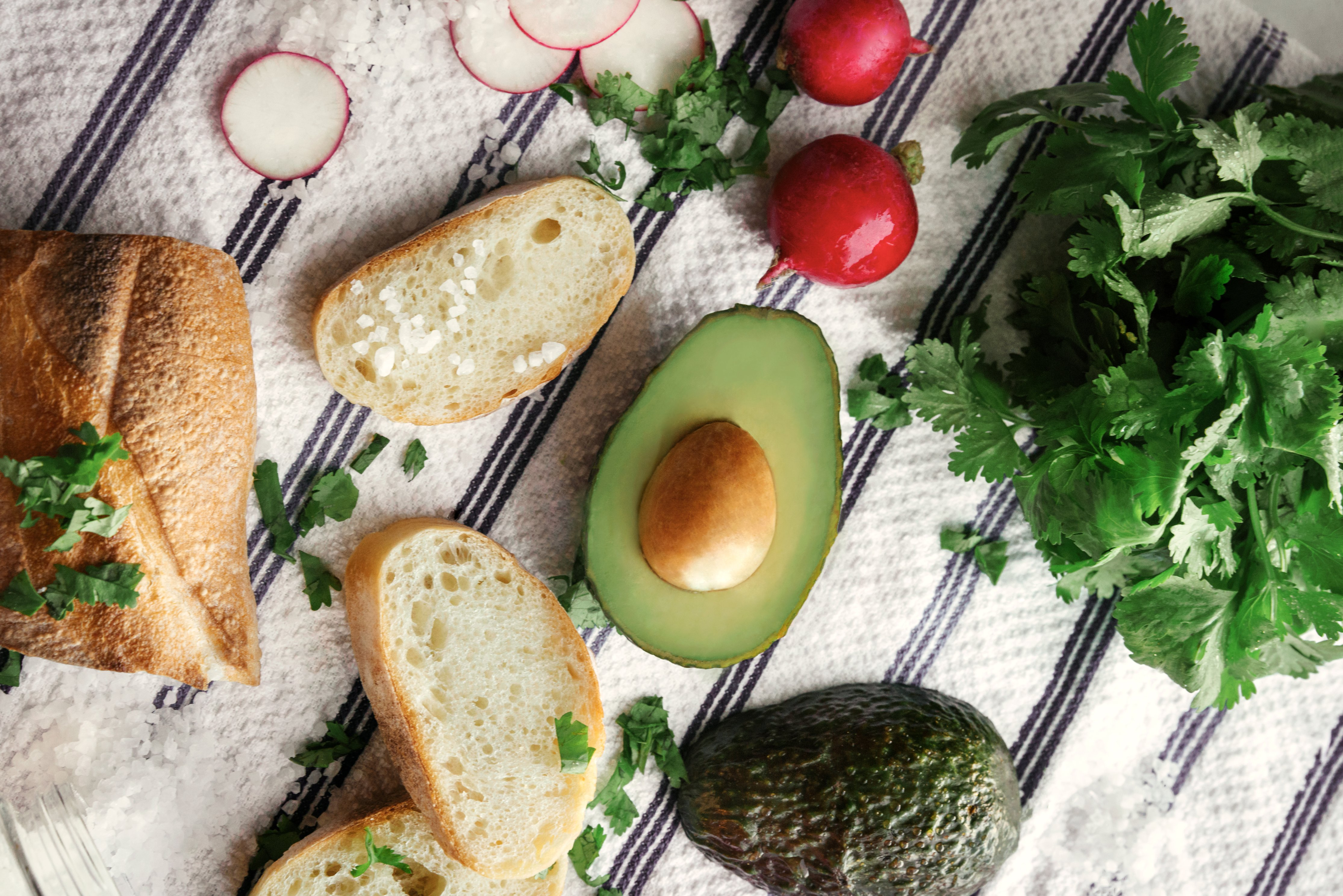
酪梨吐司的原料

酪梨可能源於墨西哥中部，是美洲的原產水果。哥倫布發現美洲之前，墨西哥中南部居民已經種植這種植物近9000年之久。因此，人類在史前时代起，已经将酪梨切片或搗碎，放在某種澱粉類食物（如烤過的玉米餅）上食用了。小麥和麵包則是在16世紀地理大發現時才從歐洲傳入中南美。在某些美洲國家，早餐吃酪梨吐司已是日常一部分，因此没有任何文獻紀錄，也沒有理由特別紀錄（例如食譜）這種塗在吐司上的簡單食物。
至少從1885年，舊金山灣區就開始吃酪梨吐司了。 1915年，加利福尼亞酪梨協會將小塊酪梨吐司作為開胃小點。 根據《華盛頓郵報》報導，雖然早在1929年廚師比爾 · 格蘭傑的祖國澳大利亞就有相關紀錄，但他可能是首位在1993年將酪梨吐司列入現代咖啡馆菜單的人。 1999年，奈傑爾 · 斯萊特在《衛報》發表了一道酪梨“普切塔”食譜。 記者兼編輯勞倫 · 奧伊勒（Lauren Oyler）在酪梨吐司造成一陣流行之際，稱讚吉塔內咖啡館（Cafe Gitane）將“足以放上Instagram（Instagrammable）”的酪梨吐司引進美國。 克洛伊 · 奥斯本（Chloe Osborne）是曼哈頓吉塔內咖啡館（Cafe Gitane）的顧問廚師。20世纪中期，70年代時她在澳洲昆士蘭首次將這道菜加入菜單。
1962年，《紐約時報》展示一種“特别”的酪梨吃法——將酪梨做成烤三明治的餡料。 1937年5月1日《紐約客》上的另一篇題為《酪梨，或未來飲食》的文章中，主人公吃的是“全麥酪梨三明治和萊姆雞尾酒”。

## 現代

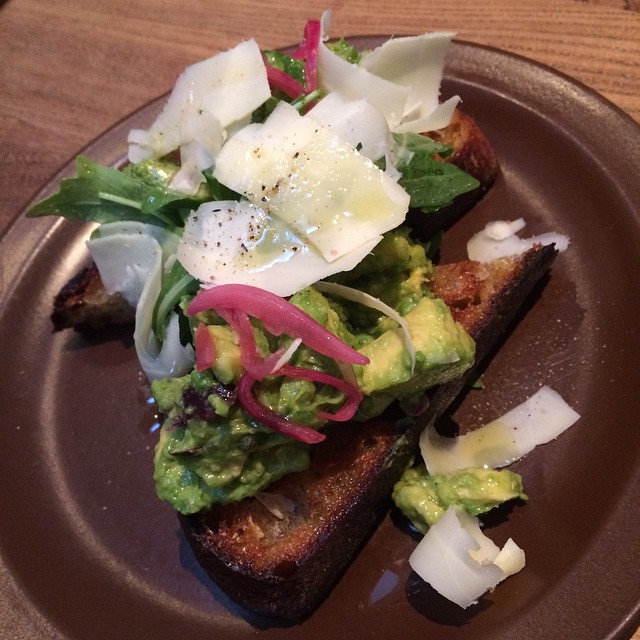
上面放著配料的酪梨吐司

《華盛頓郵報》的簡妮 · 奥倫斯坦這樣寫著：“酪梨吐司已經是近十年食品潮流的代表標誌：它健康，但又有些令人放縱”。酪梨吐司可以做成純素和無麩質食品。”眾所公認葛妮絲 · 派特蘿是酪梨吐司推廣者。 她在自己的食譜書中寫道：“這真的是朱莉亞（共同作者）和我在這本書最常做來吃的！”“其實這也不算食譜，”她寫道。“素食美乃滋、酪梨和鹽三者一體，像你最喜歡穿的那條牛仔褲——既可靠又方便，而且永遠剛好是你想要的樣子。”隨著社交媒體發達，酪梨吐司越來越流行，派特蘿出書後，美食部落客們也重新研發這道菜餚並販售相關商品。《Bon Appétit》雜誌在2015年1月號刊出了“你的新酪梨吐司”的食譜。梅莉 ·史翠普隨後將其 Instagram 頁面換成了酪梨吐司。
《紐約客》的漢娜 · 戈德菲爾德说：“根據大衛 · 薩克斯的說法，最成功的食品趨勢反映了特定時期的社會變遷。 十年前，美國人想要杯子蛋糕，他告訴布里克曼，因為他们在911受到心靈創傷後尋求童年的慰藉；60年代的美国人想要奶酪火鍋，因为他們渴望世界主義。 可能有人認為，手工吐司代表我們對食物日益強烈的執著和迷戀。每一餐都很特別也很重要，所有菜餚都該更上一層樓、值得崇敬和廣為流傳——即使是像吐司這種平淡無奇的東西。”她認為，就自我认同而言，我們所吃的东西就代表我们自己。 “酪梨吐司”可以稱為次潮流：它迅猛的增长势头是因为它與另一個強而有力的潮流重疊: “潔淨生活”。這種時尚潮流提高了酪梨的價格。
澳大利亞酪梨從業人士在其網站上提供了數種酪梨吐司食譜，包括：酪梨地瓜吐司、酪梨維吉麥吐司、酪梨和巴馬乾酪配法式吐司、酪梨吐司條配半熟水煮蛋、酪梨和烘豆配吐司、酪梨和羊乳酪烤塗黑麥吐司。 另一個常見的做法是用搗碎的酪梨、半水煮熟蛋和其他配料烤吐司，通常會加辣醬。
酪梨的流行和需求增加了環境壓力，一些具環保意識的咖啡館因而把酪梨吐司從菜單上移除了。

### 政治符號學
Broadly的勞倫 · 奥伊勒（Lauren Oyler）表示：“在某些都市的年輕、社經地位上升的instagram使用者中，酪梨吐司已經超越烤乳酪吐司。這種以麵包為主，便攜且具飽足感的午餐，已经不再是2014年及2015年时那种尝鲜者之中的流行，而成為中產階級飲食中的常见品类。”
2016年末，澳大利亞的專欄作家伯納德 · 索特（Bernard Salt）在《澳洲人報》上發表一篇諷刺文章，稱自己看到“年輕人花22美元甚至更多錢，點一份放在五穀麵包上的碎酪梨配羊乳酪，他認為這些年輕人还不如把這些錢存起來買房子。  千禧世代反駁的說法是，他們認為在澳洲存錢買房只是“徒勞” ，數據顯示，即使他們不點酪梨吐司，還是要花十年來存錢。  此外，咖啡馆已經成為千禧世代與朋友會面的主要地點。  在這場論戰之後，幾家咖啡館推出＂折扣版＂的酪梨吐司。  房貸銀行ME銀行推出了購屋貸款活動，口號是“你還是可以點酪梨”。
2017年5月，当时35岁的澳大利亞房地產開發商提姆 · 葛納（Tim Gurner）表示，千禧世代如果想買房，就不該購買酪梨吐司和4美元的拿铁咖啡。 针对此观点，根據估計，吃烤吐司不加酪梨每年可節省約500歐元，照這速度和目前的市價，需要500多年才能在愛爾蘭共和國買到房子。  這種酪梨吐司換算法类似大衛 · 巴哈的“拿鐵因子”。